# Вапішана (мова)
Вапішана (Wapixana) — аравацька мова Гаяни та Бразилії. Нею розмовляють понад 13 000 людей по обидва боки кордону між Гаяною та Бразилією.
У Бразилії найбільша концентрація носіїв вапішани в муніципалітетах Канта і Бонфім, регіон Сьєрра-да-Луа, де вона була визнана офіційною мовою з 2014 року.
Зовнішній тиск зменшив використання вапішани серед молодих поколінь, і лише в 1987 році вапішана використовувалася як мова викладання в школах корінного населення мовної спільноти. У 2009 році Федеральний університет Рорайма створив програму розширення для вивчення вапішани. У Гаяні існують організації зі збереження мови, такі як Wapichan Wadauniinao Ati'o.

## Культурне значення
Багато рослин і тварин, ендемічних для регіону, відомі лише у вапішана, а мова має чітку систему таксономії. Прикладом є три класи рослин, karam'makau, wapaurib bau і wapananinau, які вказують на «критерії культивування» корінного населення. Karam'makau представляє рослини, зібрані в дикій природі, тоді як wapaurib bau — рослини, які були одомашнені та часто носять назви на основі місця або фермера походження. Маніок, їжа, що має велике значення для корінних жителів регіону, має «дивовижне розмаїття назв» у вапішані. Wapananinau є рослини з магічними властивостями, і мають важливі функції для шаманів традиційних вірувань.

## Зв'язок з іншими корінними мовами
Кауфман (1994) вважав вапішана, аторада та мапідіан діалектами. Aikhenvald (1999) відокремлює мову маваяна/мапідіан/маваква (вважається єдиною мовою) від вапішани, і вона включає їх до гілки Ріо-Бранко. Ethnologue зазначає, що аторада має 50 % лексичної схожості з вапішана і 20 % з мапідіана, а вапішана і мапідіан поділяють 10 %. Рамірес (2020) вважає аторай діалектом вапішана.:33
Вапішана та пемон, карибська мова, значною мірою запозичили одна в одної через інтенсивний взаємний контакт.

## Фонологія

### Приголосні
|              |              | Губні | Альвеолярні | Ретрофлексні | Середньопіднебінні | Задньоязикові | Глотальні |
| ------------ | ------------ | ----- | ----------- | ------------ | ------------------ | ------------- | --------- |
| Проривні     | глухі        | p     | t           |              |                    | k             | ʔ         |
| Проривні     | дзвінкі      | b     |             | ɖ            |                    | ɡ             |           |
| Африката     | Африката     |       |             |              | tʃ                 |               |           |
| Носові       | Носові       | m     | n           |              | ɲ                  |               |           |
| Фрикативні   | Фрикативні   |       | s           | ʐ            | ʃ                  |               |           |
| Одноударні   | Одноударні   |       |             | ɽ            |                    |               |           |
| Напівголосні | Напівголосні | w     |             |              | j                  |               |           |

- Приголосні /b ɖ ʐ/ у кінцевій позиції чуються як глухі [p ʈ ʂ].[5]

### Голосні
|        | Передній | Середній | Задній |
| ------ | -------- | -------- | ------ |
| Високі | i iː     | ɨ ɨː     | u uː   |
| Низькі |          | a aː     |        |

## Морфологія
|               | Одн.         | Мн.      |
| ------------- | ------------ | -------- |
| 1 особа       | n-/m- -na    | wa- -wi  |
| 2 особа       | ɨ-/i- -i     | ɨ- -wiko |
| 3 особа       | ɾ(ɨ/iʔ)- -sɨ | na- -nu  |
| 3 особа refl. | a-           |          |
| тематичний  | -ta, -ɗa, -ɓa |
| теперішній  | -e            |
| обопільний  | -(a)ka        |
| ад'єктивний | -ɾe, -ke      |